# Халмуратов, Уразымбет Халмуратович
Уразымбет (Уразмет) Халмуратович Халмуратов (1900, Аюкамыш, Сырдарьинская область, Российская империя — 1981, СССР) — борт-врач санитарной авиации республиканской больницы города Нукус Каракалпакстана.

## Биография
Родился в 1900 году в селении Аюкамыш Амударьинского отдела Сырдарьинской области, ныне Туртукульский район Республики Каракалпакстан, в крестьянской семье. Семья была бедная, с детства пас байский скот. В 1918 году добровольцем вступил в Красную Армию. С оружием в руках участвовал в становлении советской власти в Средней Азии.
Вернувшись к мирной жизни посвятил себя медицине. Окончил Ташкентское медицинское училище и в 1932 году — медицинский факультет Среднеазиатского государственного университета. Во время учёбы в 1930 году вступил в ВКП(б). По распределению уехал на родину. Работал в городе Турткуль главным врачом и хирургом районной больницы. С 1938 года был наркомом здравоохранения Каракалпакской АССР. В годы Великой Отечественной войны работал в военно-врачебных комиссиях. Со временем стал высококвалифицированным специалистом-хирургом.

### Трудовой подвиг
С 1963 года работал борт-врачом санитарной авиации Каракалпакской республиканской больницы. Выполнял неотложные вызовы в труднодоступные районы республики, провел в воздухе более 1000 часов. За 36 лет работы как хирург провел более 1000 операций. За долгие годы работы подготовил сотни фельдшеров, санитарок и медсестер, уделял большое внимание повышению квалификации молодых хирургов. Автор нескольких десятков брошюр медицинской тематики.

### Герой Социалистического Труда
Указом Президиума Верховного Совета СССР от 4 февраля 1969 года за большие заслуги в области охраны здоровья советского человека ему присвоено звание Героя Социалистического Труда с вручением ордена Ленина и золотой медали «Серп и Молот».
Активно участвовал в общественной жизни. Четыре созыва избирался депутатом Нукусского городского совета народных депутатов. Жил в городе Нукус. Скончался в 1981 году.

## Награды
- Два ордена Ленина (1950, 1969)
- Орден Трудового Красного Знамени (1943)
- Орден Красной Звезды (1967)
- Орден «Знак Почета»(1985).

Удостоен званий «Заслуженный врач Узбекской ССР» и «Заслуженный врач Каракалпакской АССР».

## Память
В городе Нукус его имя присвоено республиканской больнице № 1, а также одной из улиц. На 120-летие Уразмета Халмуратовича 29 февраля 2020 года открыт музей в Республиканской Больнице.